# Armenia (Quindío)
Armenia ist eine kolumbianische Gemeinde (municipio) und die Hauptstadt vom Departamento Quindío in der Kaffeeanbauregion (eje cafetero).

## Geographie
Armenia liegt zentral im Land, 290 Kilometer westlich von Bogotá, gleich weit südlich von Medellín und nur wenig näher nordnordöstlich von Cali auf einer Höhe von durchschnittlich 1480 Metern in den Ausläufern der Zentralkordillere Kolumbiens und bedeckt eine Fläche von 121 Quadratkilometern.
Die Gemeinde grenzt im Norden an Circasia und Montenegro, im Osten an Salento und Calarcá, im Süden an Calarcá und im Westen an La Tebaida und Montenegro.
Das Klima ist auf Grund der Höhenlage gemäßigt, die Jahresdurchschnittstemperatur liegt zwischen 18 und 22 °C.

## Bevölkerung
Die Gemeinde Armenia hat 312.551 Einwohner, von denen 304.780 im städtischen Teil (cabecera municipal) der Gemeinde leben (Stand: 2022).

## Geschichte
Armenia wurde am 14. Oktober 1889 von Jesús María Ocampo gegründet. Sie hieß zunächst Villa Holguín und wurde später in Armenia umbenannt in Erinnerung an das Massaker an den Armeniern 1894–1896 und an den Völkermord an den Armeniern während des Ersten Weltkriegs.
Am 17. Dezember 1952 wurde durch Papst Pius XII. das römisch-katholische Bistum Armenia errichtet.
Am 25. Januar 1999 wurde Armenia von einem Erdbeben der Magnitude 6,1 getroffen, das insgesamt etwa 1200 Todesopfer forderte. Etwa 60 Prozent der Gebäude wurden zerstört. Der Wiederaufbau konnte innerhalb von zehn Jahren im Wesentlichen abgeschlossen werden.

## Wirtschaft und Tourismus
In der Umgebung ist der Kaffeeanbau bedeutend, der Kaffee-Themenpark Parque del Café liegt nur wenige Kilometer entfernt. Die Stadt selbst hat vielseitigen Handel, Industrie, Dienstleistungen, einen eigenen Flughafen, den Aeropuerto Internacional El Edén und mehrere Universitäten.

## Sport
In Armenia ist der Fußballverein Deportes Quindío ansässig. Der Verein spielte seit 1951 in der ersten kolumbianischen Liga, in der er 1956 Meister wurde. Nach dem dritten Abstieg spielt Deportes Quindío derzeit in der zweiten Liga. Der Verein trägt seine Heimspiele im Estadio Centenario de Armenia aus, das 1988 eingeweiht wurde und eine Kapazität von etwa 25.700 Plätzen hat.
In Armenia wurden Spiele der Copa América 2001, der U-20-Fußball-Südamerikameisterschaft 2005, U-20-Fußball-Weltmeisterschaft 2011 und der Copa América der Frauen 2022 ausgetragen.

## Klimatabelle
|                       | Jan  | Feb  | Mär  | Apr  | Mai  | Jun  | Jul  | Aug  | Sep  | Okt  | Nov  | Dez  |   |      |
| Mittl. Tagesmax. (°C) | 28,1 | 28,2 | 28,0 | 27,6 | 27,2 | 27,5 | 28,1 | 28,3 | 27,8 | 27,2 | 27,7 | 27,5 | ⌀ | 27,8 |
| Mittl. Tagesmin. (°C) | 16,1 | 16,2 | 16,3 | 16,6 | 16,8 | 16,5 | 16,1 | 16,0 | 16,1 | 16,3 | 16,4 | 16,5 | ⌀ | 16,3 |
|                       |      |      |      |      |      |      |      |      |      |      |      |      |   |      |
| Niederschlag (mm)     | 138  | 156  | 202  | 256  | 222  | 136  | 99   | 111  | 180  | 246  | 256  | 168  | Σ | 2170 |
|                       |      |      |      |      |      |      |      |      |      |      |      |      |   |      |
| Regentage (d)         | 12   | 12   | 15   | 18   | 18   | 14   | 11   | 11   | 16   | 19   | 18   | 14   | Σ | 178  |

| 16,1 |

| 16,2 |

| 16,3 |

| 16,6 |

| 16,8 |

| 16,5 |

| 16,1 |

| 16,0 |

| 16,1 |

| 16,3 |

| 16,4 |

| 16,5 |

| 16,1 |

| 16,2 |

| 16,3 |

| 16,6 |

| 16,8 |

| 16,5 |

| 16,1 |

| 16,0 |

| 16,1 |

| 16,3 |

| 16,4 |

| 16,5 |

## Söhne und Töchter
- Carlos Lehder Rivas (* 1949), Drogen-Baron
- Fabio Duque Jaramillo (1950–2022), Bischof von Armenia (2003–2012), Bischof von Garzón (2012–2022)
- Carlos Arturo Quintero Gómez (* 1967), Bischof von Armenia (2018– )
- María Teresa Hincapié (1956–2008), Performance-Künstlerin
- Rubén Darío Hernández (* 1965), Fußballspieler und -trainer
- Óscar Murillo (* 1988), Fußballspieler
- Gerald Giraldo (* 1989), Langstrecken- und Hindernisläufer

## Galerie

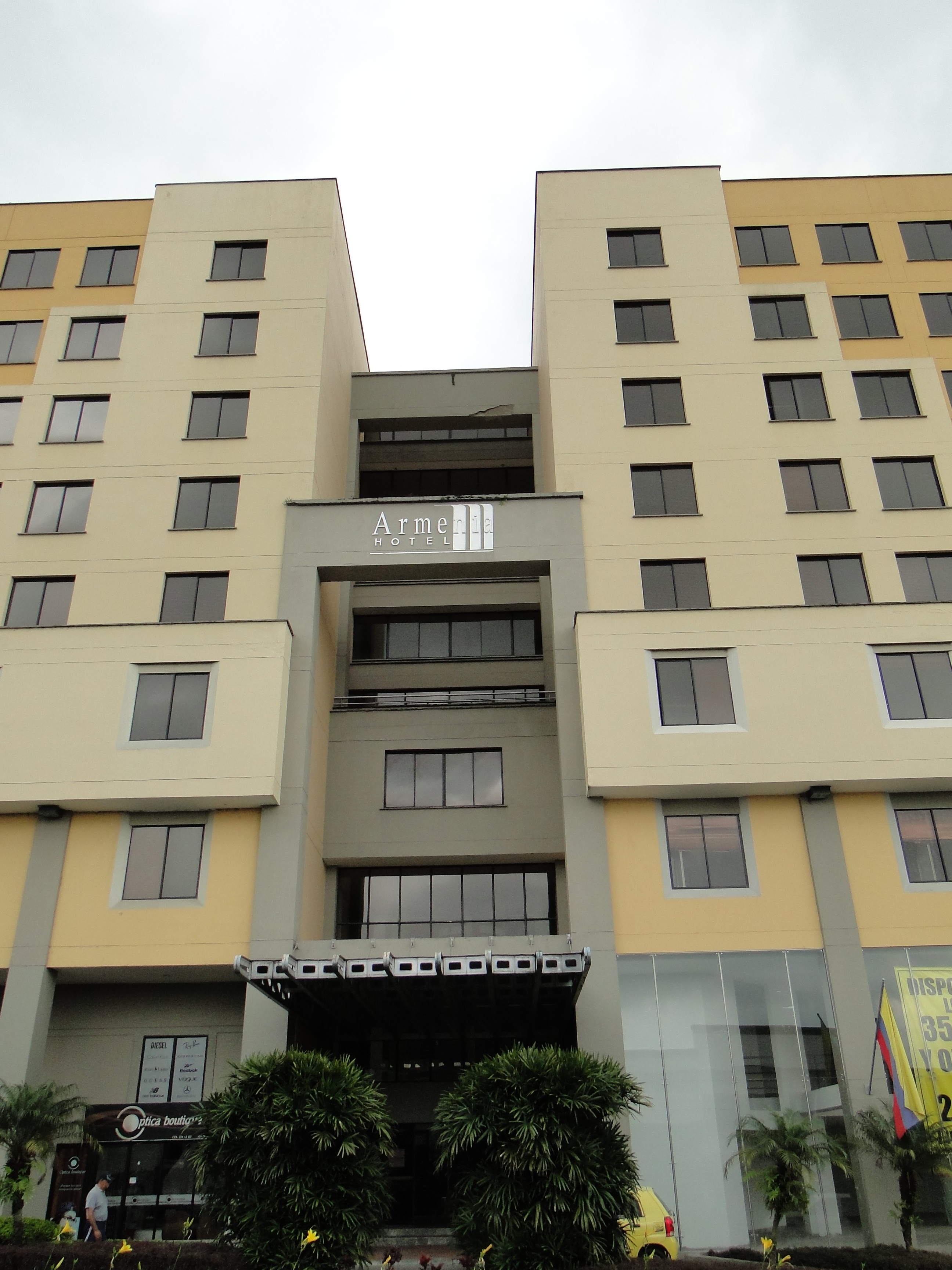
Hotel Armenia
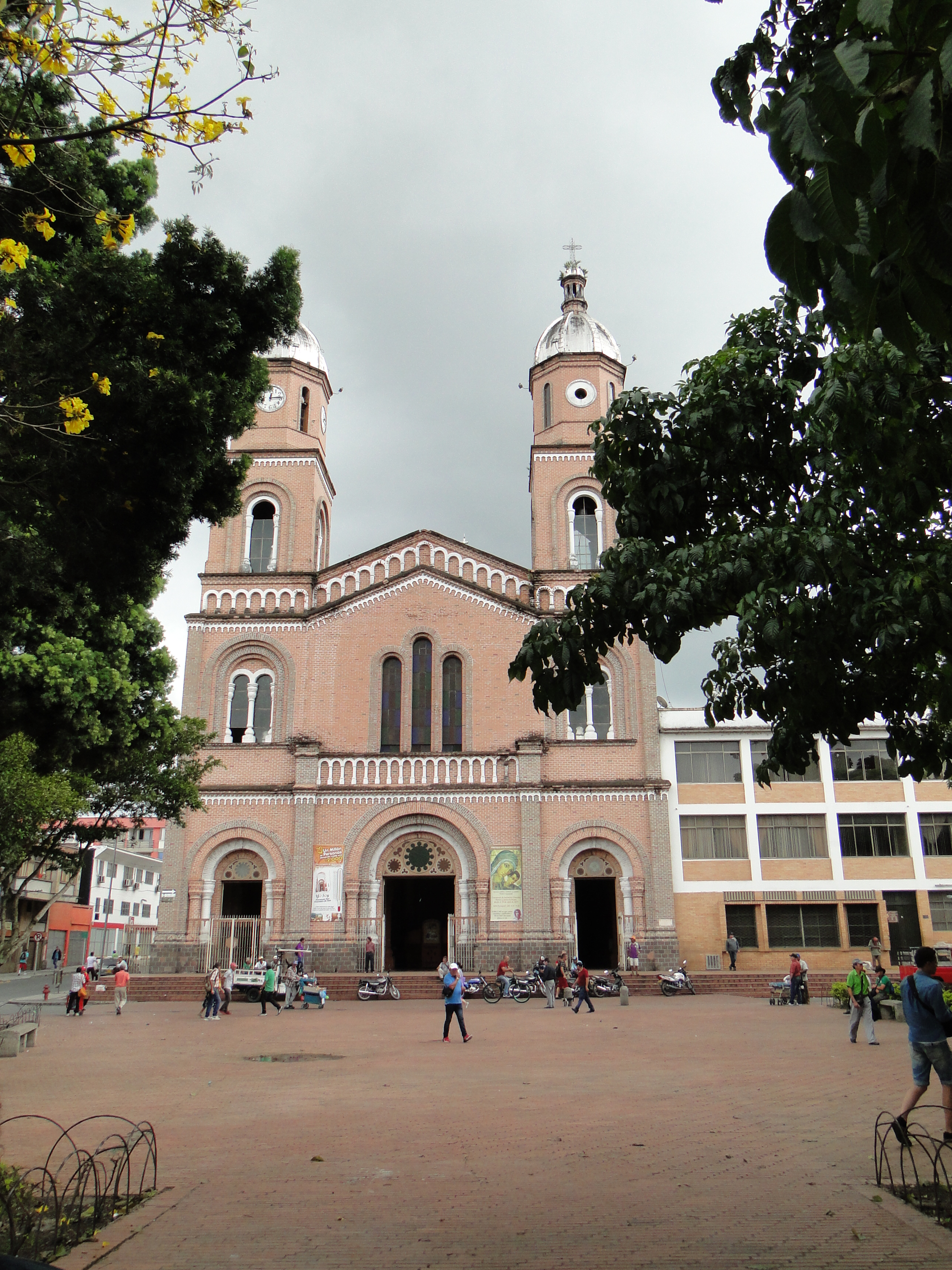
Die Kirche auf dem Hauptplatz der Stadt
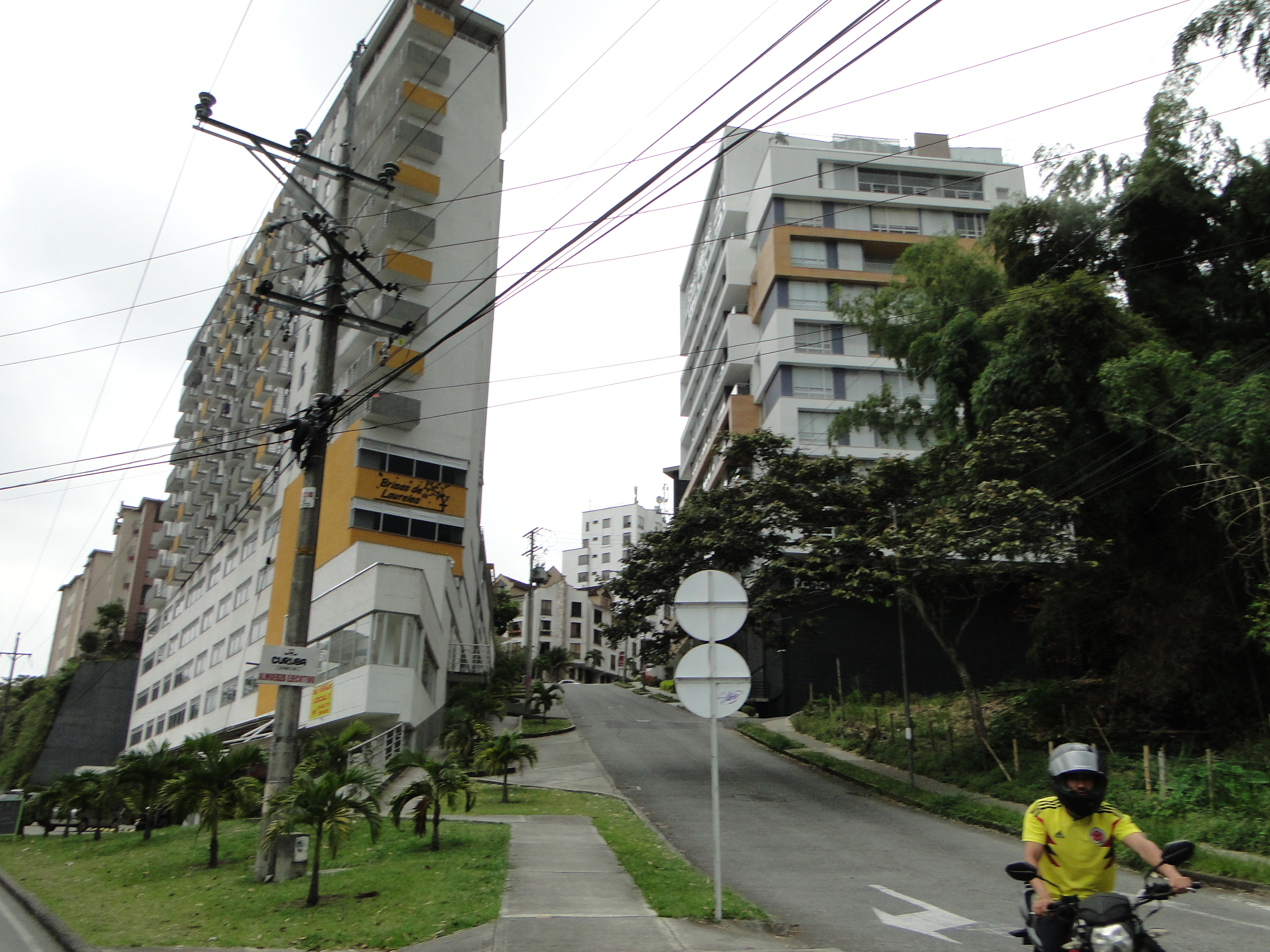
In der Stadt Armenia
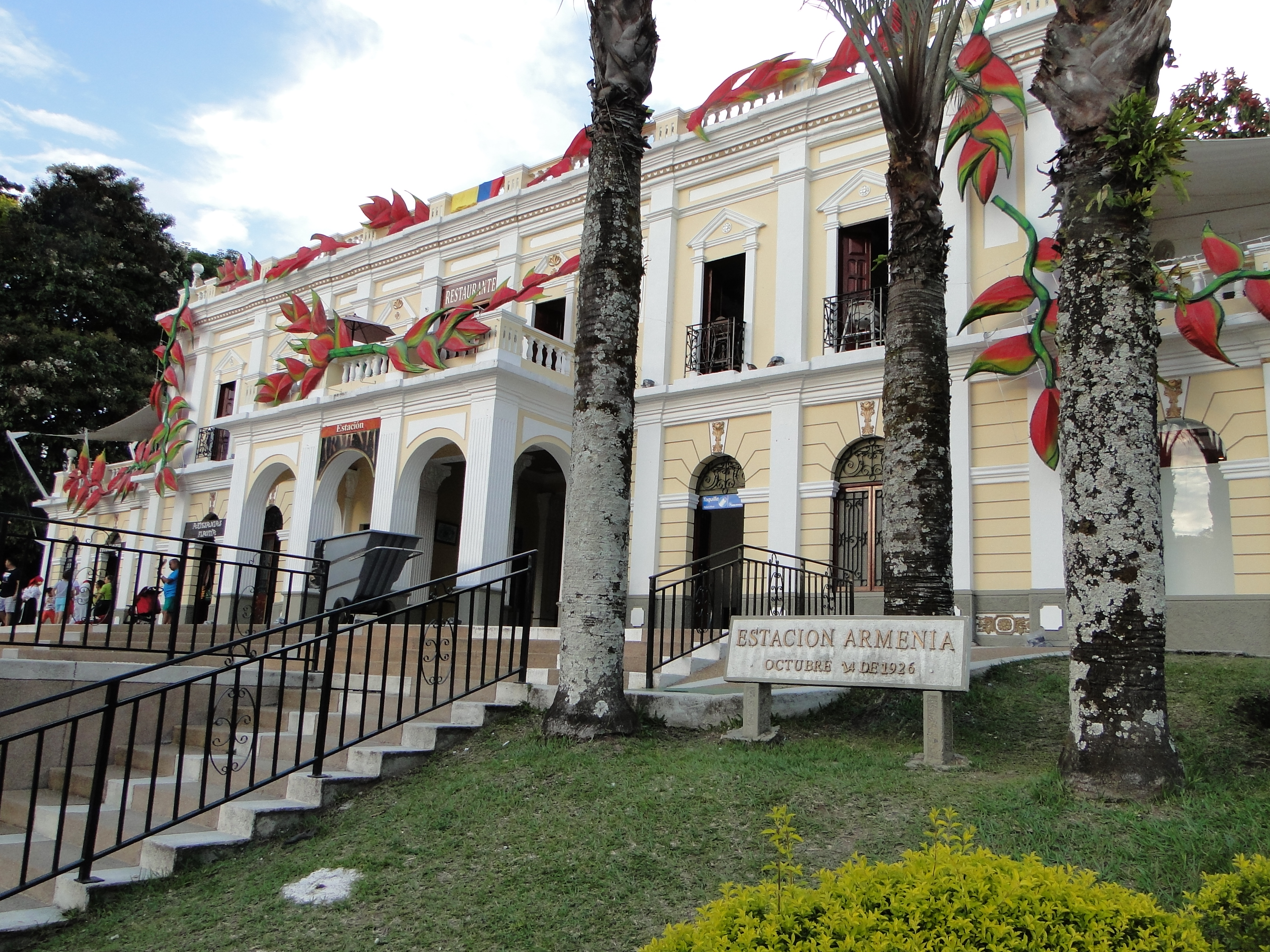
Bahnhof in Armenia
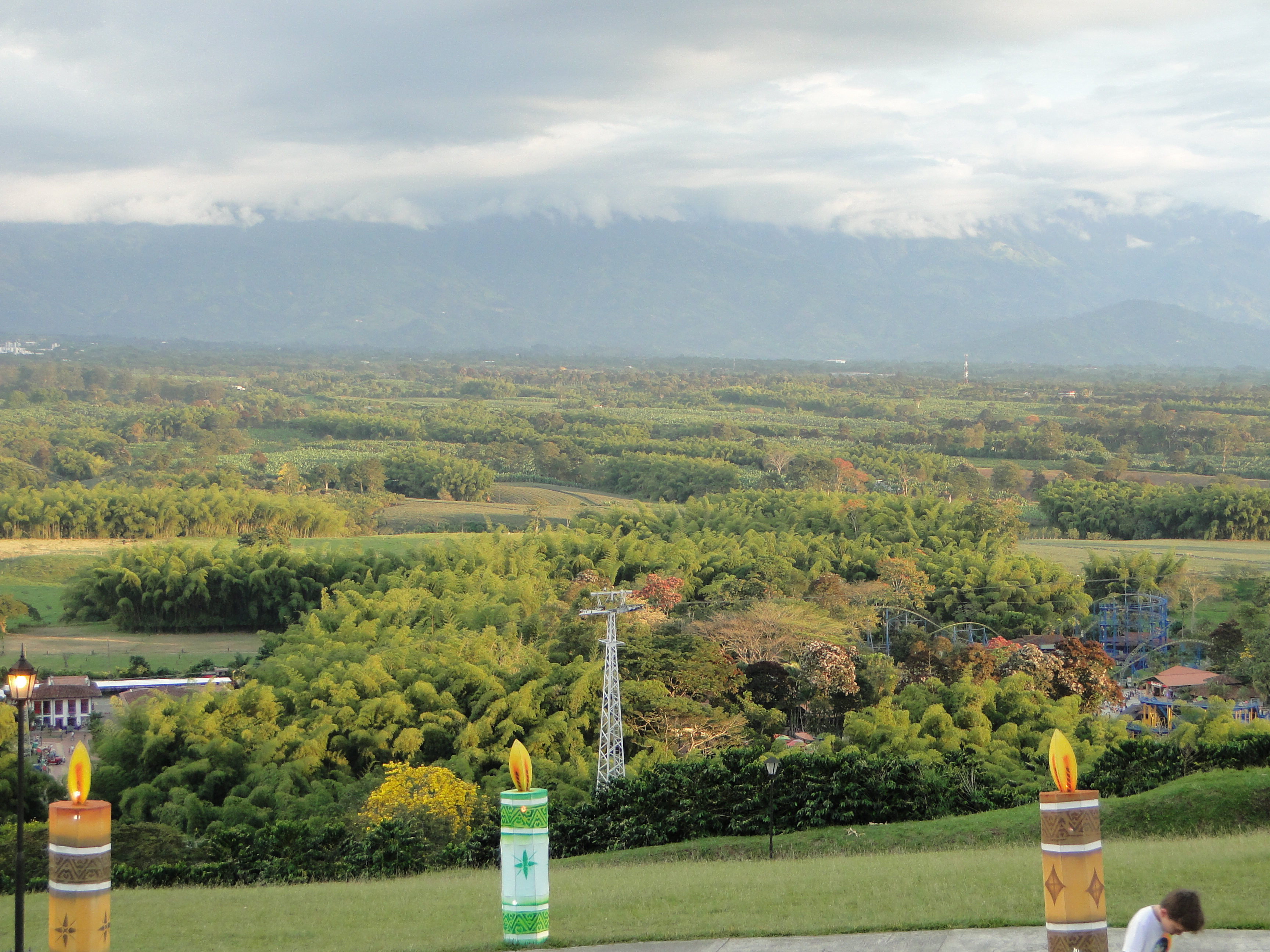
Kaffeeplantagen um die Stadt
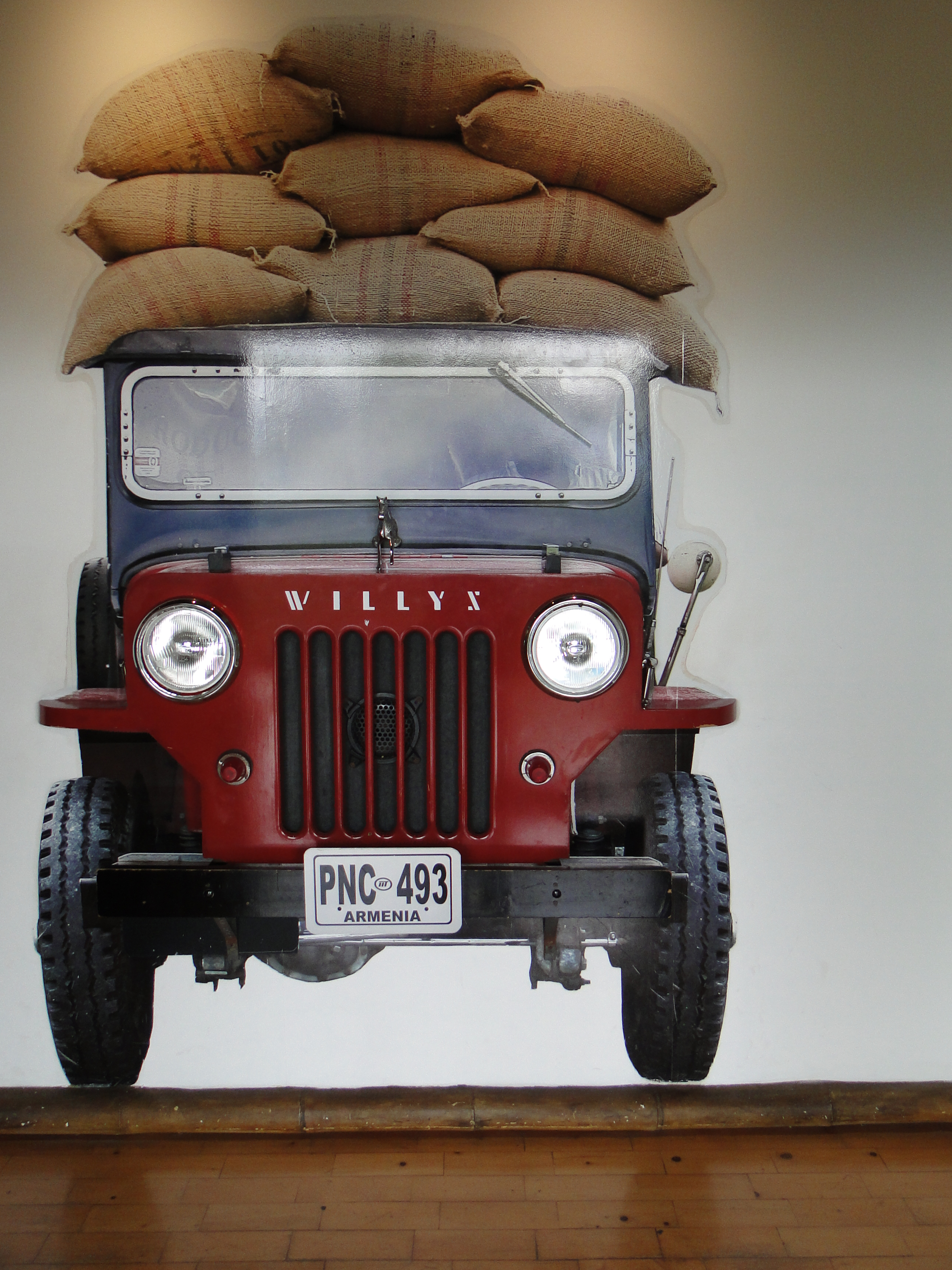
Traditioneller Kaffeetransport